# بيت الغويدى (بني حشيش)

تعديل مصدري - تعديل

بيت الغويدى هي إحدى قرى عزلة عيال مالك بمديرية بني حشيش التابعة لمحافظة صنعاء، بلغ تعداد سكانها 192 نسمة حسب تعداد اليمن لعام 2004.